# Otto von Langenmantel

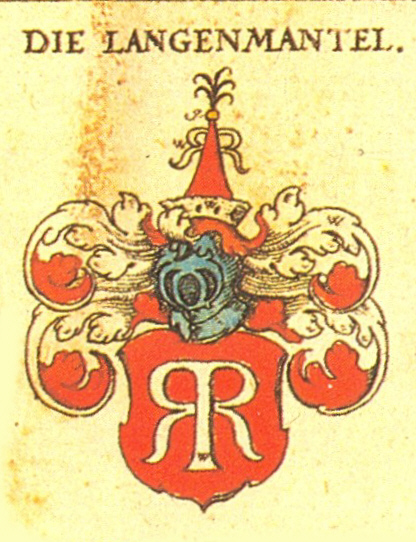
Wappen der Langenmantel zum doppelten R bzw. von Westheim

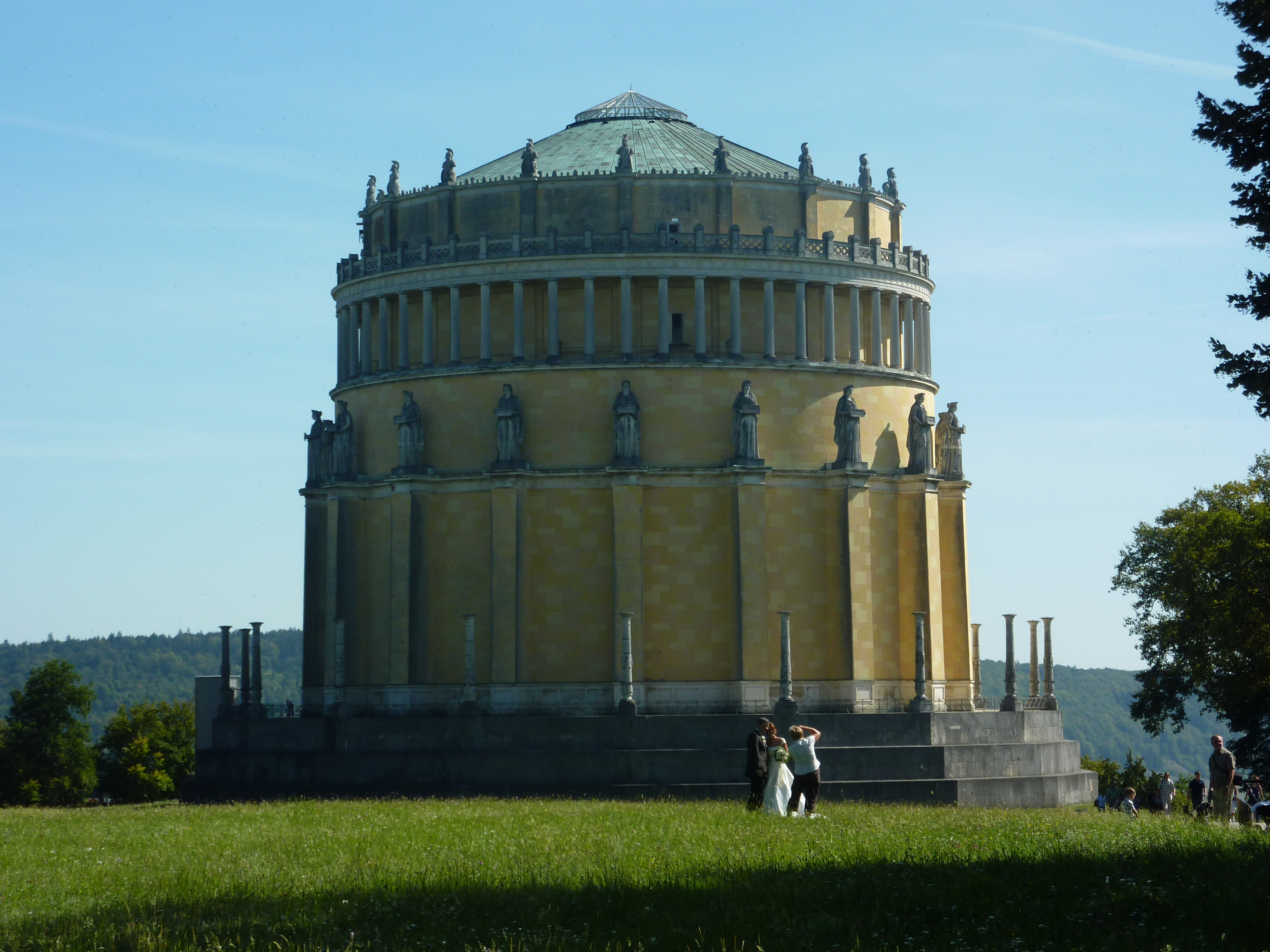
Befreiungshalle bei Kelheim

Otto von Langenmantel, auch Otto Langenmantel von Westheim, (* 25. Februar 1816 in Weiler; † 8. April 1875 in München) war ein deutscher Architekt und bayerischer Baubeamter aus dem Augsburger Adelsgeschlecht von Langenmantel. 

## Leben und Wirken
Otto von Langenmantel entstammte der alten Augsburger Patrizierfamilie gleichen Namens. Sein Vater Johann Baptist von Langenmantel war Bezirksbauinspektor in Kempten (Allgäu), später auch an anderen Orten.
Von Langenmantel besuchte das Königliche Gymnasium Kempten, dann ab November 1837 die Akademie der Bildenden Künste München. Er erlernte die Baukunst unter Friedrich von Gärtner und wurde Baubeamter im bayerischen Staatsdienst.
Leo von Klenze schätzte das Können seines Schülers von Langenmantel und übertrug ihm die Bauleitung der Befreiungshalle auf dem Michelsberg bei Kelheim, die er von 1850 bis 1856 ausübte.
Von 1872 bis zu seinem Tode, 1875, leitete Otto von Langenmantel das Landbauamt München, die oberste staatliche Baubehörde der königlichen Haupt- und Residenzstadt.
Er war verheiratet mit Magdalena geb. Adam (1825–1900), der Tochter des Schlachtenmalers Albrecht Adam (1786–1862). Aus der Ehe ging der Sohn Ludwig von Langenmantel (1854–1922) hervor, ein renommierter Kunstmaler, der auf der Baustelle der Befreiungshalle zur Welt kam und ebenfalls auf der Münchner Kunstakademie ausgebildet wurde.